# Fiesta de San Juan de Curiepe
La fiesta de San Juan de Curiepe es una celebración afro descendiente que se realiza en el pueblo de Curiepe, en el Estado Miranda en Venezuela. En esta se rinde veneración a la imagen de San Juan Bautista, con una serie de rituales de música y danza que se realizan desde la medianoche del 23 hasta la tarde del 25 de junio de cada año. San Juan es una de las festividades que reúne más devotos a lo largo y ancho del país, siendo la manifestación de Curiepe una de las más conocidas en la nación.

## Historia
La fiesta de San Juan de Curiepe tiene sus orígenes en la Venezuela colonial, época en la que a los negros africanos esclavizados en este poblado se les otorgaban libres los días del 23 al 25 de junio para celebrar la recolección de las cosechas y el día de San Juan
Pobladores de Curiepe cuentan que la devoción a San Juan Bautista proviene de la imposición que la Iglesia católica hiciera de esta imagen en la cultura afro, que realmente festejaba la de Juan Congo, un príncipe africano a quien continuaron rindiendo culto en esta localidad. En Curiepe poco a poco se ha ido rescatando la celebración del Congo, siendo este hoy día patrimonio cultural del Estado Miranda

## Celebración
El 24 de junio es el día más largo del año, posterior al solsticio de verano, ese día en los estados centrales Aragua, Miranda, Vargas y parte de Carabobo, entre otros muchos de nuestra Venezuela, se celebra una fiesta que reúne infinidad de devotos, se trata de la Fiesta de San Juan Bautista, antigua tradición en la que se realizan diferentes actos religiosos y culturales durante la medianoche, el amanecer y la noche de la celebración.
Se trata de la celebración del nacimiento del santo, (único santo junto con el Niño Jesús al que se le celebra el nacimiento) y reúne quizás la mayor cantidad de creyentes y devotos. Esta fiesta coincide con la entrada de las lluvias...
La noche anterior, el 23, se dejan ver los adornados altares que ocupa el santo y al ritmo de tambores se realiza el Velorio de San Juan, la noche es larga y transcurre acompañada de licor y tambor. El 24 en la mañana, bien temprano se prepara el santo para salir de la casa donde está guardado, sobre la cabeza o brazos del que sea su guardián es llevado a la iglesia acompañados de devotos y seguidores a recibir los honores de una solemne misa que una vez concluida marca de nuevo el comienzo del repique de los tambores...
Una procesión recorre el pueblo, el santo va recibiendo dádivas, agradecimientos y reconocimientos, cada cierto tiempo la procesión se detiene y rinde a viva voz homenaje a San Juan, los bailes al ritmo del tambor se dan en cada parada, los tambores suenan fervientemente, en el baile el hombre acosa a la mujer y esta, entre ritmos eróticos y provocadores se le escurre, todos llevan pañuelos de colores que agitan en todo el camino, esta procesión de gente se dirige a la casa de donde salió el santo, allí se reúnen y continúan la celebración entre fuegos artificiales, bebidas, tambores y bailes.
En las costas aragüeñas los pescadores de la zona se reúnen y sacan en una procesión marítima al Santo, los peñeros son adornados y hacen un hermoso y colorido recorrido en honor a San Juan que culmina en Ocumare De la Costa, allí se congregan todos los San Juanes acompañados de los grupos de cada pueblo, esta celebración es llamada el encuentro de San Juanes.
Estas fiestas son acompañadas por los tambores, es música de golpe, con ritmo y por supuesto bailable, el canto expresa la devoción al santo, las letras varían y generalmente son improvisaciones que evocan la vida, la esperanza y el amor. Se utilizan diversos tipos de tambores, guaruras, maracas y charrascas, la música va siempre acompañada de danza.
La noche de San Juan es mágica se cree que cortarse el pelo en una noche del 24 de junio le hará tener buena suerte y verter un huevo en un vaso de agua le permitirá según la forma que tome observar el futuro. Lleva runa ramita de ruda detrás de la oreja lo protege...
Las fiestas de San Juan son famosas, plenas de magia y encanto, noche de tambores y baile. el santo es dueño del espacio, de sus fieles y del alma de la fiesta, San Juan todo lo tiene...San Juan todo lo da...

### 23 de junio

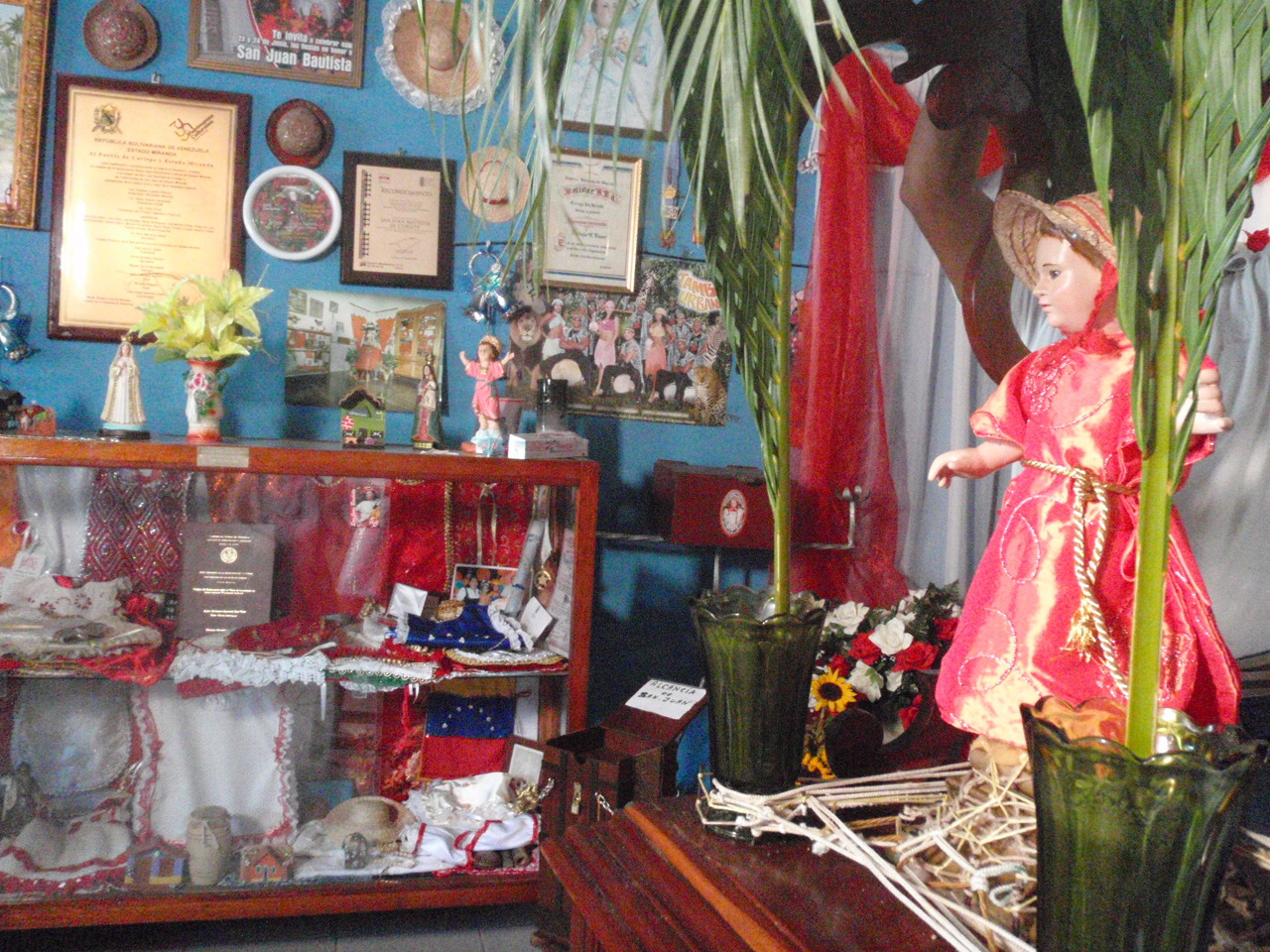

El día 23 a las doce del mediodía, el repicar de las campanas de la iglesia, el estallido de los cohetes y el toque del tambor mina que se instala en la Plaza Bolívar del pueblo, anuncian el inicio de la celebración de San Juan. Con el altar preparado en la Casa de la Cultura, en horas de la tarde sacan a San Juan de su casa sobre las andas, y en compañía de todo el pueblo es trasladado es este lugar en donde se celebrará la Nochebuena y por ende, su velorio. 
Desde la llegada de San Juan a su altar cientos de curieperos se van acercando progresivamente a la imagen a ofrecerles sus oraciones, agradecerle sus dones y entregarle sus ofrendas. Desde hace pocos años se ha vuelto tradición ofrecerle a San Juan una o varias tortas para su cumpleaños como parte del pago de promesas. Estas deben ser mordidas sin ser picadas, a las 12 de la noche, luego de que el pueblo en pleno se reúna frente al altar a cantarle cumpleaños al santo al ritmo del Culo e' Puya

### 24 de junio
En horas de la mañana, San Juan es devuelto a su casa (de la familia encargada por generaciones de cuidarlo) para ser cambiado de ropa y prepararlo tanto a él como a sus andas para la misa que se celebrará a las doce del mediodía en su nombre. Mientras el santo es preparado, durante la mañana los curieperos se acercan a bañarse al río del pueblo para purificarse y recibir las bendiciones de San Juan, bajo la creencia de que ese día las aguas están benditas. 
A las doce del mediodía los curieperos en la iglesia, o en sus alrededores, escuchan la misa en honor a San Juan, que se distingue de cualquier otra por poseer un coro de voces negras que entonan cantos eclesiásticos al ritmo del culo e puya, el quitiplás, el malembe y otros ritmos afros que son tocados durante la ceremonia.
Al abandonar la iglesia, San Juan es trasladado hasta la casa de la familia Alvarado, en manos de quienes está la organización de su velada desde hace más de 30 años. Esta familia recibe en su casa tanto al santo como a todos los curieperos, a quienes atienden con comidas, bebidas y presentes gratuitos durante todo el día del 24 como parte de un pago de promesa que alguna vez le hicieran al santo.
Esa misma noche San Juan es llevado nuevamente a la Casa de la Cultura del pueblo, en donde continúan sonando los cueros del culo e puya, mientras que en la plaza central se concentran los curieperos que continúan bajo el ritmo del mina y el curbata. «Donde está el santo, está el culo e puya» dicen los curieperos, pues esta baterías de tambores, y la danza que se hace a partir de su ritmo son parte de la ofrenda al santo, que lo estarán acompañando a lo largo de toda la celebración.

### 25 de junio

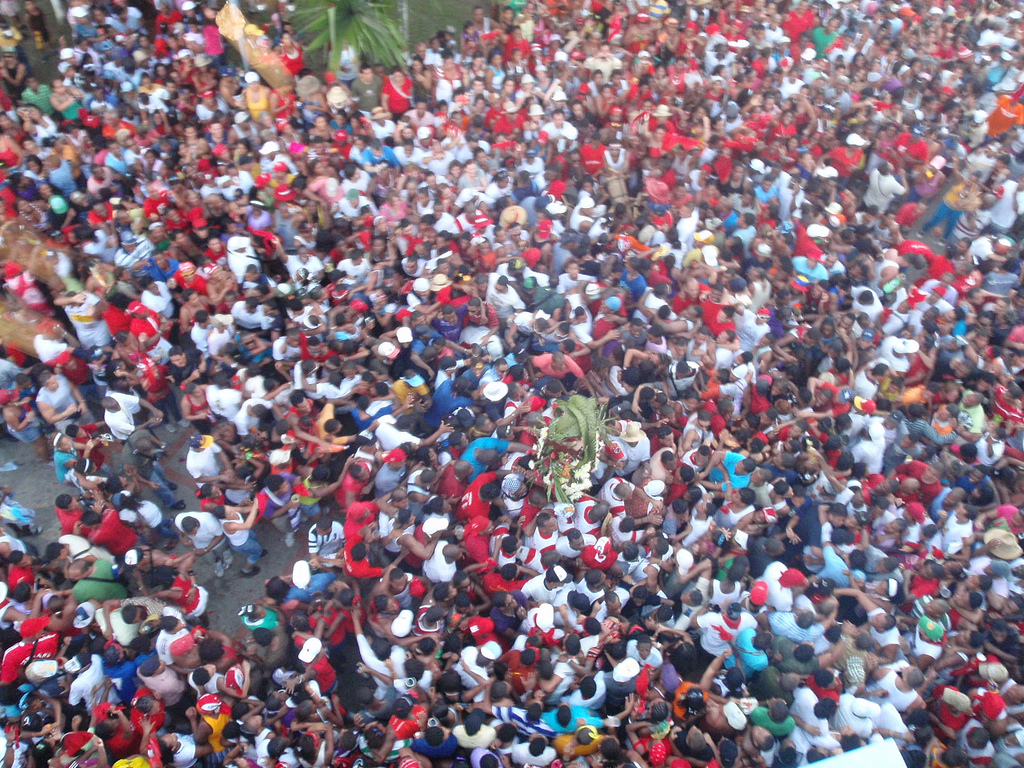
"Curieperos" celebrando San Juan.

La tarde del 25 la algarabía y el fervor inundan las calles de Curiepe, cuando el pueblo en pleno se reúne en una procesión al ritmo de los cueros, que pasea al santo por las principales calles del lugar. El momento cumbre del recorrido surge en el encuentro entre las imágenes de San Juan Bautista y San Juan Congo, que recuerda los orígenes de la manifestación.
Durante el recorrido los pobladores demuestran la algarabía de la festividad con el consumo de bebidas alcohólicas, lanzando caramelos y otros dulces como proyectiles e incluso deteniéndose en las esquinas para bailar más libremente al santo
La procesión culmina en una concentración popular frente a la iglesia del pueblo. En esta se realiza el encierro de San Juan, en donde se «guarda» al santo representándose de esta manera el fin de la celebración. El Encierro de San Juan es realmente un acto simbólico, pues una vez adentrado en la iglesia, el Bautista es sacado de la misma por una de las puertas traseras y es llevado a escondidas nuevamente hasta su casa.

## Danza

### Tambor mina
Durante la celebración de San Juan de Curiepe se realizan dos tipos de bailes el que deviene del ritmo de la mina y el curbata; y el que se hace al son de la batería de los tambores redondos.
El mina y el curbata, se instalan generalmente en la plaza central del pueblo y representan el lugar de gozo, júbilo y reunión comunal. Es por ello que este tambor es menos exigente coreográficamente hablando, admite mayores libertades, menos concentración y más desenfado. Inclusive es frente al mina en donde los no curieperos suelen atreverse, en tal caso, a bailar un poco y parrandear. Generalmente se baila en una hilera de personas que entrelazan sus brazos por las espaldas de sus compañeros y se desplazan en grupo hacia adelante y hacia atrás. También lo bailan individualmente agitando pañuelos al aire, y entonando los coros, en símbolo de alegría y festejo.
Además de bailarse en grupo, el baile de mina puede convertirse en una especie de disputa entre sexos Hoy en día observamos cómo cada uno busca llamar la atención del otro, y a su vez, ganarse e imponerse sobre el contrario. El baile se realiza sin fatiga durante los tres días, en donde las bebidas alcohólicas y la devoción son el motor de la manifestación.

### Baile de la fiesta de San Juan

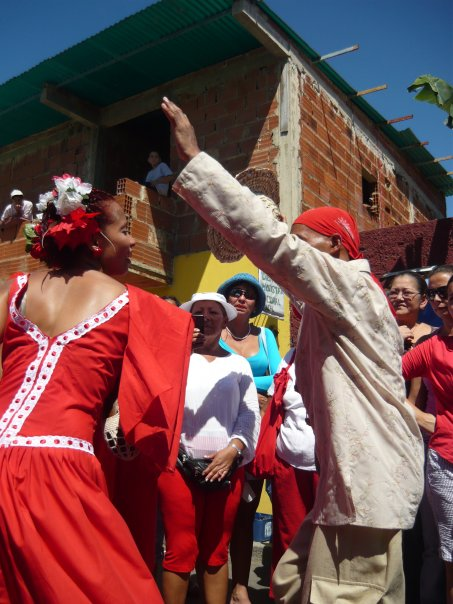
Pareja de bailadores de Culo e' Puya.

En oposición al desenfreno que puede generarse en la boca del mina, se observa la entereza, el respeto y la seriedad con la que los Curieperos bailan el culo e' puya. Y es que, este baile sí se hace en homenaje a San Juan, incluso hay quienes se lo ofrecen como pago de una promesa. No debemos olvidar que donde está el Santo, está el culo e' puya sonando. 
Durante el baile, las parejas realizan desplazamientos semicirculares sin llegar a unirse, en estos desplazamientos se mueven hacia adelante, hacia atrás o hacia los lados, haciendo el mayor apoyo en uno de los pies y equilibrándose con el otro. La danza se realiza inclinando el cuerpo hacia adelante hasta lograr un ángulo de casi 45° en donde los pies forman una línea vertical y las caderas sobresalen para formar el vértice. Durante la danza la mujer adopta un papel agresivo y el hombre el defensivo, en donde este último intenta esquivar las acometidas de la dama.
Si bien es cierto que en esencia este es el sentido de la danza, también lo es que con el paso de los años estos bailes han ido modificándose en su ejecución. Los ángulos no son tan pronunciados, y los movimientos suelen ser mucho más sugerentes que en épocas pasadas. Sin embargo algunas características se han mantenido a lo largo de los años. Viniendo de un baile de esclavizados, se cuenta que para estas celebraciones a lo afros no se les liberaba de sus grilletes; es por ello que aunque se realicen algunos desplazamientos, este baile tiene una marcación muy terrenal del paso base, en donde el pie se desliza por el suelo, prácticamente sin llegar a levantarse de él.

## Música
Durante los tres días consecutivos que dura la fiesta los sanjuaneros celebran con toques de tambor para homenajear al santo. En Curiepe son dos los ensambles que se arman para celebrar: La mina y el curbata, que tienden a localizarse en la Plaza Bolívar del pueblo durante toda la manifestación.

### Mina y curbata

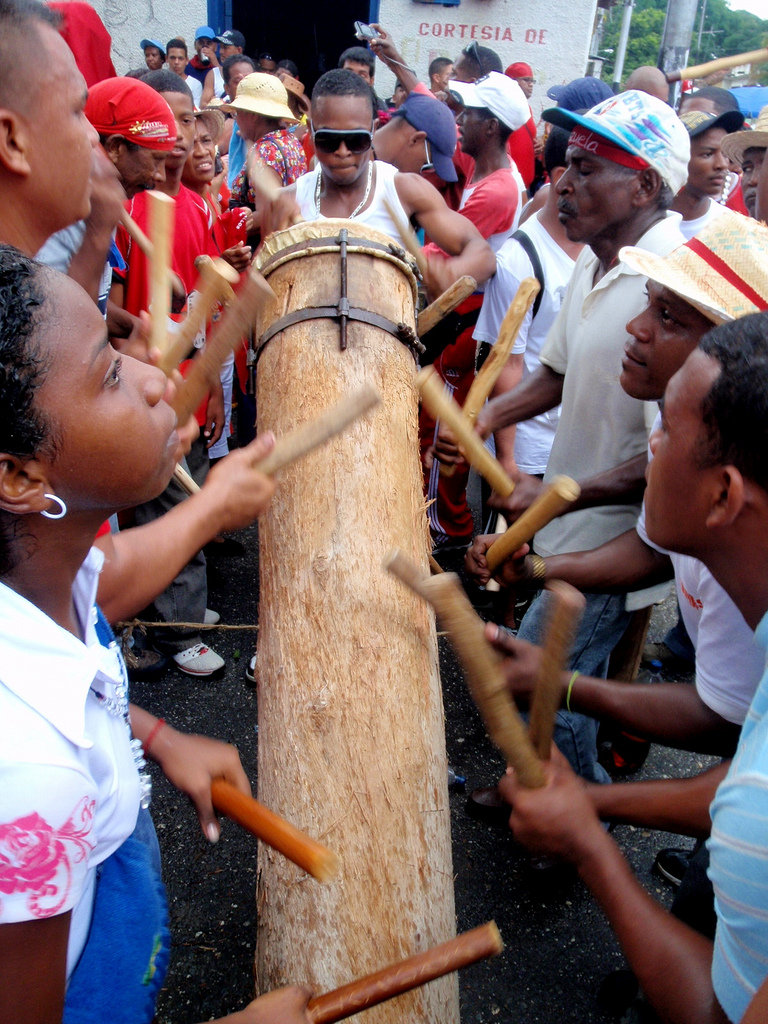
Percusionistas tocando Mina.

El mina es un tambor cilíndrico de madera, de uno o dos metros de largo con sólo un parche o membrana sujeta con cuerdas que se utilizan para templarlo. Este enorme tambose apoya sobre una horqueta formada por dos palos cruzados de manera que la boca del membráfono queda a la altura de la boca del hombre que le percute con dos palos de araguaney, llamados «laures» los ritmos denominados: corrío, manotiao y campaniao. A esta percusión se superpone el constante toque sobre el cuerpo del tambor, en manos de varios ayudantes que igualmente utilizan un par de laures cada uno para ejecutar el toque conocido con el nombre de «pájaro capintero».
El curbata es más pequeño en comparación con el mina y posee tres patas en el mismo cuerpo del instrumento, ambos son fabricados con madera de aguacate o guayabo. A los toques de estos tambores grandes se incorpora la voz del solista que alterna con el coro, a lo que se añade los silbatos de caracoles y cascabeleos de maracas.

### Culo e' puya o tambor redondo
La batería de tambores redondos denominados culo e' puya se compone de tres membráfonos pequeños, alargados y de poca diferencia de tamaño entre ellos, todos constan de dos parches. El corrío o prima tiene un sonido claro y agudo; el cruzao recibe este nombre porque cruza el sonido que emite la prima, haciéndolo de forma invertida, mientras que el pujao rellena el sonido que emiten los otros dos tambores. Estos instrumentos se percuten con la combinación de los laures y las manos del ejecutor.